# Helene Blum-Gliewe
Helene Blum-Gliewe (* 17. Dezember 1907 in Stolp in Pommern; † 31. Januar 1992 in Kiel) war eine deutsche Bühnenbildnerin und Architekturmalerin.

## Leben
Helene Blume-Gliewe war die Tochter des Tischlers Hermann Gliewe; ihr Bruder war der Heimatkundler Siegfried Gliewe.

### Ausbildung
Sie wuchs, gemeinsam mit ihrem Bruder, im altstädtischen Teil von Stolp auf und besuchte das dortige Oberlyzeum. Angeregt durch Schulaufführungen und Theaterbesuche entwickelte sich bei ihr der Wunsch, Dekorationen und Kostümentwürfe für das Theater zu entwerfen. Gregor Rosenbauer, Direktor der Städtischen Handwerker- und Kunstgewerbeschule in Stettin, empfahl ihr, sich um eine Lehre in der damals europäisch qualifizierten Theaterstadt Berlin zu bemühen.
Sie fand eine Anstellung als Assistentin beim Bühnenbildner Edward Suhr (1899–1971) an der Volksbühne am Bülowplatz, dem damals modernsten und bühnentechnisch perfektesten Theater in Deutschland. Zusätzlich studierte sie seit 1924 an der Hochschule der Bildenden Künste in Charlottenburg als Schülerin von Cesar Klein, Emil Orlik und Karl Hofer. Im Berlin der Weimarer Republik wurde sie zur ersten, und lange Zeit einzigen, weiblichen Bühnenbildnerin Deutschlands ausgebildet.

### Tätigkeit als Bühnenbildnerin
1926 wurde sie am Grenzlandtheater, dem Landestheater der Stadt Schneidemühl, verpflichtet, einem Guckkaster-Theater mit Saalbühne. Hier gelingt ihr bereits die Umsetzung des Szenariums auf engstem Raum innerhalb eines raumadäquaten Bühnenbildes, zusätzlich entwickelte sie Kostüme, die zwar billig waren, jedoch stilvoll wirkten.
Von 1928 bis 1939 arbeitete sie freischaffend als Bühnenbildnerin und dirigierte in dieser Zeit in Mönchengladbach-Rheydt als Ausstattungsleiterin sämtlicher dortiger Bühnen, Oper, Stadttheater und die Kammerspiele, 40 Mitarbeiter; sie war in dieser Zeit auch, als künstlerischer Beirat, Mitglied des künstlerischen Vorstandes an den Bühnen. Am 20. März 1930 wurde das Stück Woyzeck von Georg Büchner durch Paul Legband im Stadttheater Gladbach-Rheydt inszeniert, wozu sie die entsprechenden Bühnenbilder anfertigen ließ.
Zusätzlich erhielt sie mehrere Gastaufträge in den Niederlanden, in Wuppertal, Dessau und Altona und beteiligte sich an Ausstellungen in Mailand, Madrid, Bayreuth hier mit ausgeführten Entwürfen zu Wagner-Inszenierungen. Gemeinsam mit dem unterstellten Bühnenpersonal hat sie etwa 400 Bühnenwerken zur optischen, räumlichen und szenischen Wirkung verholfen.
Während der Besatzungszeit war sie zwischen 1940 und 1942 für das Brüsseler Opernhaus La Monnaie/De Munt, das Königliche Schauspielhaus in Antwerpen, das belgische Staatsschauspiel Antwerpen und das französische Grand Théâtre in Lille tätig.
Durch ihre Ausbombung in Mönchengladbach wurde sie zur Rückkehr nach Stolp gezwungen, dort starb ihr Ehemann, nach dem Einmarsch der Russen, an einer seuchenhaften Erkrankung, die er sich zuzog, als er zur ärztlichen Betreuung der im Gefängnis inhaftierten Bürger befohlen wurde. Eine Ausweisung der Restfamilie erfolgte nicht, da Helene Blum-Gliewe zum Entwerfen von Stilmöbeln für eine für den Export fabrizierende Fabrik arbeitsverpflichtet wurde.

### Tätigkeit als Architekturmalerin
Nachdem sie sich, gemeinsam mit ihrer Mutter und Tochter, trickreich in einen Transport Ausgewiesener einschleuste, konnte sie im Sommer 1946 aus Pommern nach Holstein flüchten und wurde 1947 in Mönkeberg ansässig. Nach der Ankunft in einer Schule in Schleswig-Holstein, kam sie mit dem Malermeister Kurt Weinreich ins Gespräch, der den Auftrag erhalten hatte, den Klassenraum zu streichen; dieser war kein schlichter Handwerker, sondern hatte die Werkkunstschule besucht und bot ihr an, sie auf dem Bau zu beschäftigen. In den folgenden 20 Jahren arbeitete sie mit dem Malermeister sowie mit dessen Tochter, erfolgreich zusammen und sie konnten viele gemeinsame Ideen umsetzen. Sie begann in dieser Zeit auch mit persönlichen Malarbeiten und so entstanden zwischen 1954 und 1960 zum Thema „Heimat Pommern“ Tafelbilder fast ausschließlich mit lasierten Kaseinfarben (Tempera); daneben schuf sie Feder- und Kohlezeichnungen mit religiöser Thematik.
1953 wandte sie sich zunehmend über das Anlegen von Skizzen, Aquarellen und Gemälden der Architekturmalerei zu und erhielt in den 1950er bis in die 1970er Jahre zahlreiche Aufträge im Bereich Kunst am Bau und erstellte Wandmalereien, Sgraffiti, großflächige Wandfriese und mehr. 1961 führte sie unter anderem die Schalterhalle der Gaardener Volksbank Kiel mit einem Sgraffito aus Beton und Glas sowie 1975 das Wandbild Die große Passion auf der Orgelempore der Kirche in Felde bei Kiel aus. Sie erhielt auch den Auftrag, eine Wand des Sitzungssaals im Landesärztehaus in Bad Segeberg mit einer überdimensionalen Malerei auszustatten. Mit Hilfe des Professors für Historische Medizin an der Universität Kiel filterte sie in drei Monaten aus achthundert Jahren Heilkunde entsprechende Motive für die Arbeit heraus und stellte dann die Höhepunkte der Geschichte der Medizin auf fünfzig Quadratmetern dar. Auch die Malerei auf der Altarwand der Kirche Maria Stella Maris in Heikendorf an der Kieler Förde, in der eine mächtige Schutzmantelmadonna verängstigte Männer in einem Boot bergend umhüllt, wurde von ihr ausgeführt. Sie schuf 1965 das Wandbild Fischer am Strand am Rentnerwohnheim Henriettenheim in der Bergstraße in Heikendorf.

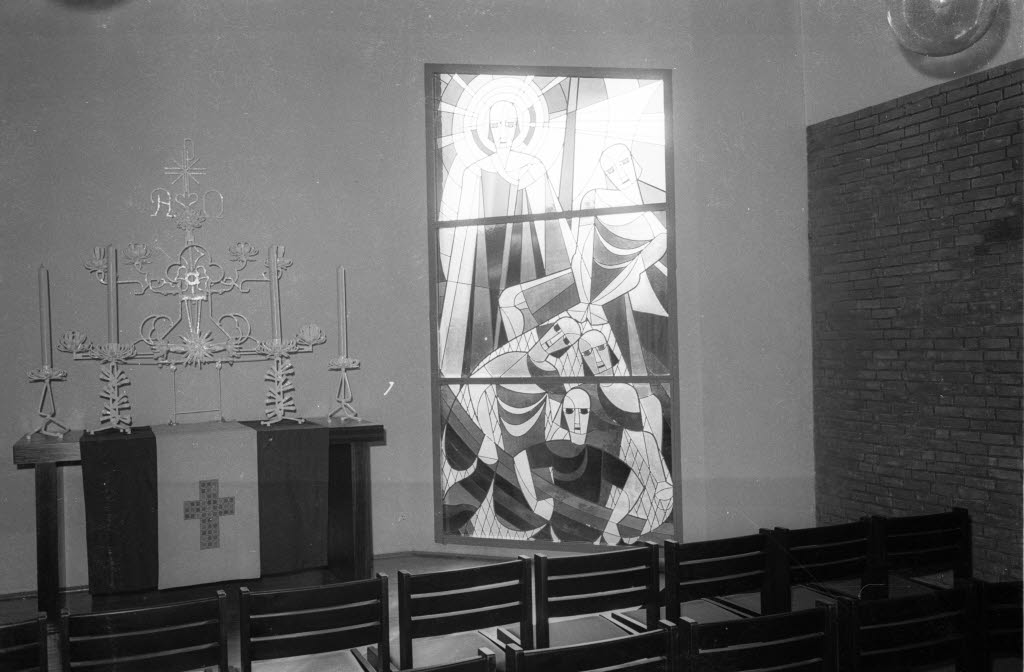
Kirchenfenster in der Mönkeberger Kirche (1967)

Sie beschäftigte sich auch mit Glasmalarbeiten nach dem Vorbild von Anton Wendling, dessen Kirchenfenster sie am Niederrhein gesehen hatte.
Ihre Bilder gestaltete sie zumeist in einer stark vereinfachten, zur Abstraktion tendierenden, Figurensprache und unter Negierung des Räumlichen.
Sie schuf, während ihrer Zeit in Schleswig-Holstein, 52 großformatige Wandmalereien, Sgraffitos und Glasbilder.
Das von Carl Niessen gegründete Theaterwissenschaftliche Institut der Universität Köln erwarb von ihr 180 Bühnenbildentwürfe, Figurinen, Modelle und Plakate, die unter anderem auch in der Ausstellung Vom Bühnenbild zur Kunst am Bau 1977/1978 im Kieler Opernhaus gezeigt wurden.
Im Alter von 70 Jahren begann sie zu schreiben und veröffentlichte drei Romane.
Helene Blum-Gliewe war seit 1939 verheiratet mit dem Arzt Dr. Josef Blum, gemeinsam hatten sie eine Tochter:
- Helene Blum-Spicker (1942–2009), M.A. und erste Direktorin des Kreismuseums Zons, Dormagen.[4]

## Auszeichnungen
- 1986 wurde Helene Blum-Gliewe zur Kulturpreisträgerin des Kreises Plön gewählt.

## Schriften und Werke (Auswahl)

### Werke (Auswahl)
- Sgraffito in der Schalterhalle der Gaadener Volksbank in Kiel.
- Fries Die große Passion auf der Orgelempore der Adventskapelle in Felde.[5]
- Großflächige Malerei mit Höhepunkten aus der Geschichte der Medizin im Sitzungssaal des Landesärztehauses in Bad Segeberg.
- Malerei auf der Altarwand der 2021 profanierten Kirche Maria Stelle Maris in Heikendorf.
- Wandbild Fischer am Strand am Rentnerwohnheim in Heikendorf.

### Schriften (Auswahl)
- Helene Blum-Gliewe; Helmut Spieß: 10 Jahre Bühnenbildnerin. Gladbach, 1939.
- Die Kaschubenbraut. München 1981. ISBN 978-3-431-02343-5
- Hinter den Türen: Roman aus einer kleinen Hafenstadt. Heilbronn: E. Salzer, 1983. ISBN 978-3-7936-0230-9.
- Das verlorene Lächeln: aus dem Leben eines jungen Venezianers. München Ehrenwirth 1984. ISBN 978-3-431-02652-8.